# Ел Планчон (Бенемерито де лас Америкас)
Ел Планчон (шп. El Planchón) насеље је у Мексику у савезној држави Чијапас у општини Бенемерито де лас Америкас. Насеље се налази на надморској висини од 120 м.

## Становништво
Према подацима из 2010. године у насељу су живела 4 становника.

### Хронологија
| Година       | 2000          | 2005        | 2010 |
| ------------ | ------------- | ----------- | ---- |
| Становништво | 102 (55 / 47) | 22 (15 / 7) | 4    |

### Попис
| # | Индикатор                     | Вредност |
| - | ----------------------------- | -------- |
| 1 | Укупно домаћинстава           | 1        |
| 2 | Укупно насељених домаћинстава | 1        |
| 3 | Величина локације             | 1        |